# Ломаивичи (провинция)
Ломаивичи (фидж. Lomaiviti) — провинция Фиджи, часть Восточного округа. Административный центр — город Левука, расположенный на острове Овалау.

## История
Административный центр провинции — Левука — в период с 1871 по 1877 годы был столицей сначала независимого государства Фиджи, а затем одноимённой британской колонии. Официальный перенос столицы в Сува состоялся в 1882 году.
Самый старый человеческий скелет на Фиджи возрастом 3000 лет найден на острове Мотурики.

## География
Архипелаг Ломаивичи состоит из трёх основных островов: Нгау (140 км²), Коро (104 км²), Овалау (102,3 км²), а также островов Батики, Вакая, Маконгай, Мотурики, Наираи, Янута Лаилаи и Янута Леву и множества небольших островков.
В провинции расположены несколько аэропортов: Левука на острове Овалау, а также Коро и Нгау на одноимённых островах.

## Население
Ломаивичи — самая маленькая по площади и одна из самых малонаселённых провинций Фиджи. Согласно переписи 2007 года, в провинции проживало 16 461 человек (по другим данным — 16 253) (из них 8 651 мужчина и 7 810 женщин).
По этническому составу подавляющее большинство населения — фиджийцы (14 822 человека). 73,3 % населения христиане-методисты, 12 % — католики.